# Justin Francis Rigali

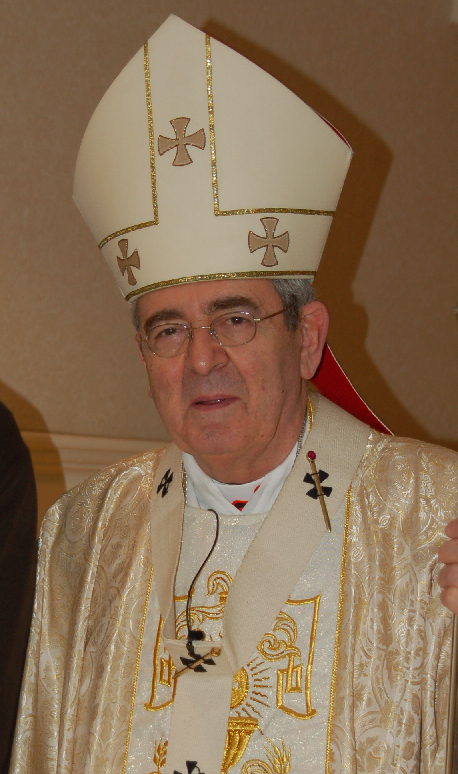
Justin Francis Kardinal Rigali

Wappen von Justin Francis Kardinal Rigali

Justin Francis Kardinal Rigali (* 19. April 1935 in Los Angeles, USA) ist ein US-amerikanischer Geistlicher und emeritierter Erzbischof von Philadelphia. Von 1985 bis 1989 leitete er die Päpstliche Diplomatenakademie in Rom.

## Leben
Justin Francis Rigali wurde als jüngstes von sieben Kindern von Henry Alphonsus Rigali und seiner Frau Frances Irene geb. White geboren. Zwei seiner Geschwister haben eine kirchliche Laufbahn eingeschlagen. Seine Schwester Charlotte trat den Schwestern des Heiligen Josefs bei, sein Bruder Nobert den Jesuiten.
Rigali empfing am 25. April 1961 durch James Francis Kardinal McIntyre in Los Angeles das Sakrament der Priesterweihe. In diesem Jahr begann er sein Studium des Kanonischen Rechts an der Päpstlichen Universität Gregoriana in Rom, das er 1964 mit dem Doktorat abschloss.
Im November 1964 trat er in die englischsprachige Abteilung des Staatssekretariats ein. 1966 bis 1970 stand er im Dienst der Apostolischen Nuntiatur in Madagaskar. Am 11. Juli 1967 erhielt er von Papst Paul VI. den Titel Ehrenkaplan Seiner Heiligkeit. 1970 wurde er Direktor der englischsprachigen Abteilung des Staatssekretariats und Übersetzer des Papstes, den er auf mehreren Reisen begleitete. Von 1972 bis 1973 war er Professor an der Päpstlichen Diplomatenakademie. Am 19. April 1980 verlieh ihm Papst Johannes Paul II. den Titel Ehrenprälat Seiner Heiligkeit.
Auch auf einigen Pastoralreisen Johannes’ Pauls II. war Rigali dabei, darunter auch bei den Reisen in die USA 1979 und 1987.
Am 8. Juni 1985 wurde er zum Titularerzbischof von Volsinium und zum Präsidenten der Päpstlichen Diplomatenakademie ernannt und empfing am 14. September desselben Jahres durch Papst Johannes Paul II. die Bischofsweihe; Mitkonsekratoren waren Erzbischof Eduardo Martínez Somalo, damaliger Offizial im Staatssekretariat, und Erzbischof Achille Silvestrini. Bis 1990 hatte er mehrere weitere Ämter an der römischen Kurie inne, darunter das des Sekretärs der Kongregation für die Bischöfe und des Sekretärs des Kardinalskollegiums.
Er wurde am 25. Januar 1994 durch Johannes Paul II. zum Erzbischof von St. Louis ernannt und empfing den Papst 1999 auf dessen Reise nach St. Louis.
Am 15. Juli 2003 wurde Rigali zum Erzbischof von Philadelphia ernannt und am 21. Oktober desselben Jahres als Kardinalpriester mit der Titelkirche Santa Prisca in das Kardinalskollegium aufgenommen. Die Besitzergreifung seiner Titelkirche folgte am 9. Mai  2004. Am 24. November 2003 wurde er zum Mitglied der Kongregation für den Gottesdienst und die Sakramentenordnung und der Güterverwaltung des Apostolischen Stuhls, sowie am 26. September 2007 der Kongregation für die Bischöfe ernannt. Nach dem Tod des Papstes nahm er am Konklave 2005 teil.
Am 19. Juli 2011 nahm Papst Benedikt XVI. sein aus Altersgründen vorgebrachtes Rücktrittsgesuch an. Als sein Nachfolger wurde Charles Joseph Chaput benannt.
Kardinal Rigali nahm nach dem Rücktritt Benedikts XVI. am Konklave 2013 teil, in dem Papst Franziskus gewählt wurde. Am 16. Dezember 2013 schied er aus der Bischofskongregation aus. Im August 2014 nahm der frühere Erzbischof von St. Louis als Vertreter des Papstes an den Feierlichkeiten zum 250-jährigen Bestehen der Stadt teil. Kardinal Rigali lebt in Knoxville in der Residenz der dortigen Bischöfe.